# Campbell Island, British Columbia
Campbell Island är en ö i Kanada.   Den ligger i provinsen British Columbia, i den sydvästra delen av landet, 3 800 km väster om huvudstaden Ottawa. Arean är 136 kvadratkilometer.
Terrängen på Campbell Island är platt. Öns högsta punkt är 327 meter över havet. Den sträcker sig 22,6 kilometer i nord-sydlig riktning, och 12,6 kilometer i öst-västlig riktning.
I omgivningarna runt Campbell Island växer i huvudsak barrskog.